# Patagonia (película de 1922)
Patagonia es una película sin sonido filmada en blanco y negro, que se estrenó en 1922, dirigida por Arnold Etchebehere y protagonizada por Arauco Radal, Nelo Cosimi, Amelia Mirel y Raquel Garín.

## Producción
En 1920 el fotógrafo, director y productor de cine Federico Valle organizó una expedición y, equipado con tres argumentos, se dirigió hacia la Patagonia a filmarlos. Tren hasta Neuquén, dos días en automóvil a Bariloche, para seguir después hasta Colonia Galsa, en el interior de la actual provincia de Chubut. La expedición continuó hasta el lago Feste Lauquen, que cruzaron en canoa, hasta llegar a la desembocadura de un torrentoso río que baja de la cordillera, donde acabaron las películas. Intentaron llegar a una catarata a la que escuchaban pero no veían y en su camino hallaron sobre la margen del río el campamento más avanzado del geógrafo y explorador perito Moreno, que veinte años antes había tenido que interrumpir el viaje que realizaba al naufragar el barco mayor en el que iba. Siguieron todavía más lejos, pero la temperatura, la humedad y la pérdida de algunas provisiones por putrefacción les hicieron desistir. Para volver debieron abrirse paso otra vez a fuerza de machete pues las mayas ya habían crecido, y el cansancio les hizo ir dejando en el camino una parte del equipo, inclusive las armas y municiones, y al llegar a Feste Lauquen estaban ya sin alimentos. Fruto de este viaje fue el material para tres películas, Jangada florida, Patagonia y Allá en el sur que, dirigidas por Arnold Etchebehere, llevaron al público los panoramas sureños. Parte de lo filmado se perdió por defectos del negativo pero la pericia e imaginación de José Bustamante y Ballivián permitieron reemplazarlo en buena cantidad mediante ciertas alteraciones del argumento y algunas tomas hechas en las barrancas de San Isidro.

## Reparto
- Arauco Radal
- Nelo Cosimi
- Raquel Garín
- Amelia Mirel

## Crónica sobre la película
La crónica sobre la película publicada sin firma en la revista Caras y Caretas del 21 de octubre de 1922 dice que este filme:

”continúa la serie de las filmadas ‘allá en el sur’. No desdice esta cinta de sus hermanas; al contrario, las justifica y las ennoblece, así por lo que respecta al manipulador fotográfico a quien es justicia apuntarle este acierto como por lo que hace a sus intérpretes, los cuales se advierte que, a medida del entrenamiento, van sabiendo definir sus cualidades artísticas, plasmándolas con un decoro profesional que ya es una garantía de futuros y buenos éxitos…Dentro de la relatividad del medio y de lo que significa todavía la cinelandia nacional, Patagonia es un excelente ejemplo, no de lo que es, sino de lo que podrá ser, si se cultiva con inteligencia y dedicación el arte de la escena muda entre nosotros”.